# Phestilla panamica
Phestilla panamica is een slakkensoort uit de familie van de Trinchesiidae. De wetenschappelijke naam van de soort is voor het eerst geldig gepubliceerd in 1982 door Rudman.